# Перестрелка в Блейзерс-Милл
Перестрелка в Блейзерс-Милл — вооружённое столкновение, произошедшее 4 апреля 1878 года между окружным отрядом округа Линкольн, известным как «Регуляторы», и охотником на бизонов Эндрю Робертсом в Блейзерс-Милл на Территории Нью-Мексико.

## История
Перестрелка была частью боевых действий в ходе Войны в округе Линкольн, которую спровоцировало соперничество между компанией «Мёрфи и Долан» и крупным скотоводом Джоном Танстеллом за экономическое влияние на Территории Нью-Мексико. К тому времени округ политически и экономически контролировался Лоренсом Мёрфи и Джеймсом Доланом, владевшими здесь единственным магазином и занимавшимися скупкой краденного скота. К тому же, им удалось заключить контракт на поставки мяса с правительством США. Противниками Мёрфи и Долана были Танстелл и его адвокат Александр Максуин. Джон Танстелл, опасаясь нападения конкурентов, нанял для охраны своего скота людей, одним из которых был Билли Кид. Компания Мёрфи и Долана наняла в качестве боевиков банду Джесси Эванса и отряд фермеров, известный как «Воины семи рек», приказав им нападать на скот и пастбища Танстелла. Кроме того, Джеймс Долан смог подкупить представителей закона, в частности, шерифа Уильяма Брейди. Фракции были разделены по этническому и религиозному признаку: люди Мёрфи были в основном католиками-ирландцами, а Танстелл и его союзники — английскими протестантами.
18 февраля 1878 года Танстелл был случайно застигнут без охраны бандитами, подосланными шерифом Брейди, и убит членами банды Эванса Биллом Мортоном и Томом Хиллом. Долан и Брейди предполагали, что устранение конкурента сразу снимет проблему, но этот инцидент развязал Войну в округе Линкольн.
Люди Танстелла обратились к мировому судье Уилсону, который выписал ордера на арест виновных. Констебль Мартинес вместе с Билли Кидом и Фредом Уэйтом отправились к Долану, но находившийся там Брейди отказался выдать своих людей, более того, он арестовал Мартинеса, Кида и Уэйта. Мартинеса шериф отпустил через пару часов, а Уэйта и Кида — спустя двое суток. После этого ковбои Танстелла, уже не надеясь на помощь закона, объединились в отряд «Регуляторы» (англ. Regulators), для того чтобы отомстить убийцам Танстелла. Основными бойцами отряда были Дик Брюэр, Билли Кид, Док Скарлок, Чарли Боудри, Хосе Чавес-и-Чавес, «Грязный Стив» Стивенс, Джон Миддлтон, Фрэнк Макнаб, Генри Ньютон Браун, Том О’Фолльярд и двоюродные братья Джордж и Фрэнк Коу. Юридически все они являлись помощниками мирового судьи Уилсона. Брюэр возглавил отряд, поскольку был самым опытным (на тот момент он занимал должность городского констебля Линкольна).
9 марта 1878-го у Блэкуотер-Крик «Регуляторы» убили Билла Мортона и Фрэнка Бейкера, двух членов банды Эванса, не собираясь их арестовывать и предавать суду. «Регуляторам» также приписывается убийство Уильяма Макклоски, который якобы их предал, совершённое в тот же день.
1 апреля шериф Брейди с четырьмя помощниками шёл по главной улице Линкольна, когда из-за забора магазина Танстелла прогремели выстрелы. Брейди был убит на месте, получив около дюжины огнестрельных ранений, заместителя шерифа Джорджа У. Хиндмана смертельно ранили. Помимо этого, в перестрелке был ранен случайной пулей судья Уилсон, мирно работавший возле своего дома.
Эндрю «Картечь» Робертс был замешан в преступлениях, связанных с компанией «Мёрфи и Долан», однако, не желая иметь ничего общего с войной, разразившейся в округе, он планировал покинуть этот район, продал своё ранчо и ожидал чека от покупателя.

## Перестрелка

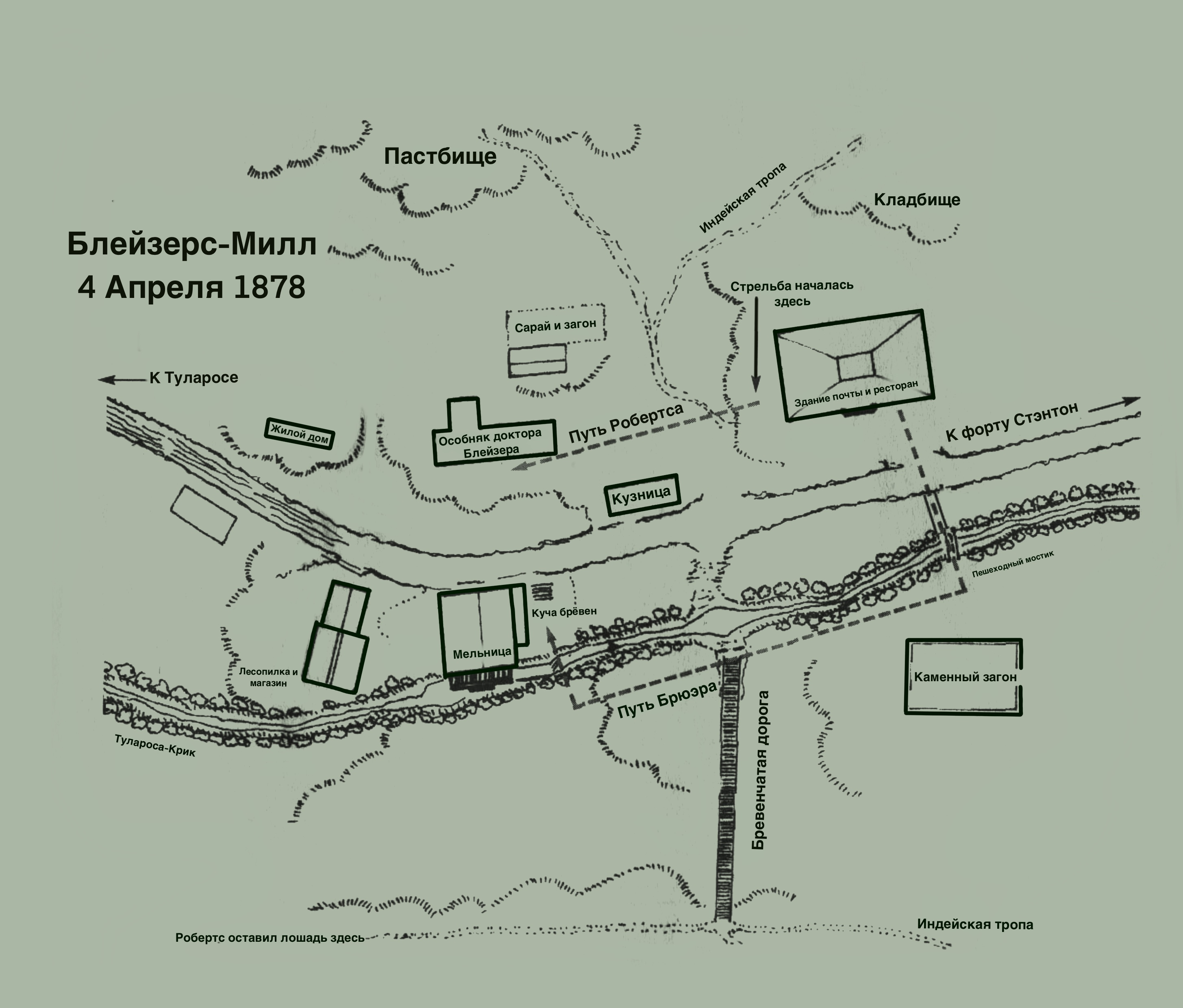
Схематическое изображение перестрелки в Блейзерс-Милл

Поселение Блейзерс-Милл, торговый пост на реке Тулароса, располагалось на склоне холма между Линкольном и Туларосой и принадлежало дантисту доктору Джозефу Х. Блейзеру. Блейзерс-Милл включал в себя большой двухэтажный особняк, административное здание, лесопилку, мельницу, несколько одноэтажных глинобитных построек и домов, почту, универсальный магазин, а также несколько загонов и амбаров. «Регуляторы» появились в Блейзерс-Милл, намереваясь поесть в ресторане миссис Годфрой. Известно, что в тот день отряд состоял из тринадцати человек: Дика Брюэра, Чарли Боудри, Уильяма Маккарти (он же Билли Кид), Дока Скарлока, Фрэнка Макнаба, братьев Джорджа и Фрэнка Коу, Джона Миддлтона, Игнасио Гонсалеса, Генри Ньютона Брауна, Фреда Уэйта, «Грязного Стива» Стивенса и Джо Скроггинса. Эндрю «Картечь» Робертс приехал на почту в Блейзерс-Милл, пытаясь получить свой чек за проданное ранчо, но столкнулся там с «Регуляторами». Фрэнк Коу некоторое время разговаривал с Робертсом, сидя на крыльце ресторана, и пытался уговорить его сдаться. Робертс отказался, полагая, что это уловка, и «Регуляторы» всё равно убьют его.
Дик Брюэр, не отличавшийся особым терпением, отправил нескольких своих людей на улицу, чтобы взять Робертса под стражу. При виде вооружённых ковбоев, направляющихся к нему, Робертс вскочил, направив на них заряженный винчестер. Он и Чарли Боудри выстрелили одновременно. Робертс был ранен в живот, в то время как его пуля попала в пряжку оружейного ремня Боудри, разорвав ремень, но не причинив серьёзного вреда стрелку. Опасно раненный, Робертс продолжал стрелять в «Регуляторов», отступая к дверям особняка доктора Блейзера. Джон Миддлтон был тяжело ранен в грудь, одна пуля рикошетом попала Доку Скарлоку в ногу, а другая Джорджу Коу в правую руку, оторвав указательный палец и раздробив ладонь. Коу продолжил стрелять с левой руки и нанёс Робертсу ещё одно ранение. Последней пулей Робертс ранил Билли Кида в руку, выведя его из боя, после чего в его винтовке закончились патроны.
Забаррикадировавшись в особняке, Эндрю Робертс вооружился однозарядной винтовкой Спрингфилда калибра .50-70, принадлежащей доктору Блейзеру и приготовился к обороне. Ошеломлённые таким поворотом событий, «Регуляторы» оказали помощь раненым и снова попытались уговорить Робертса сдаться. Разочарованный тем, что никто из его людей не осмеливается приблизиться к укреплённому противнику, Брюэр обогнул главный дом, укрылся за сложенными брёвнами и открыл огонь по комнате, где лежал раненый Робертс. Тот, увидев облако порохового дыма из-за брёвен, выждал момент, и, когда Брюэр снова поднял голову, попал ему в глаз, убив на месте. «Регуляторы», деморализованные потерями, отступили.
Эндрю «Картечь» Робертс скончался на следующий день от полученных ран. Он и Дик Брюэр похоронены в двух могилах возле особняка доктора Блейзера, рядом с которым произошла перестрелка.

## В культуре
Перестрелка в Блейзерс-Милл является одним из эпизодов фильма 1988 года «Молодые стрелки». Роль Эндрю «Картечь» Робертса в фильме исполнил Брайан Кит. Однако сцена перестрелки в фильме не соответствует реальной истории. В фильме Робертс сам нападает на «Регуляторов» в надежде получить награду, назначенную за голову Билли Кида. После короткого разговора, в котором он открыто излагает свои намерения, Робертс открывает огонь по банде, ранив нескольких членов отряда «Регуляторов», прежде чем отступает в дощатый туалет. После интенсивной стрельбы по будке туалета Дик Брюэр в исполнении Чарли Шина пытается проверить, жив ли ещё Робертс. Робертс убивает приблизившегося Брюэра выстрелом в грудь. Остальные «Регуляторы» снова открывают огонь по туалету, а затем ретируются бегством. Судьба Робертса остаётся неясной, далее в фильме он не появляется.
Перестрелка в Блейзерс-Милл описывается в романе «Билли Кид и война в округе Линкольн» американской писательницы Гейл Мартин, специализирующейся на романах для подростков и женщин.

## Галерея

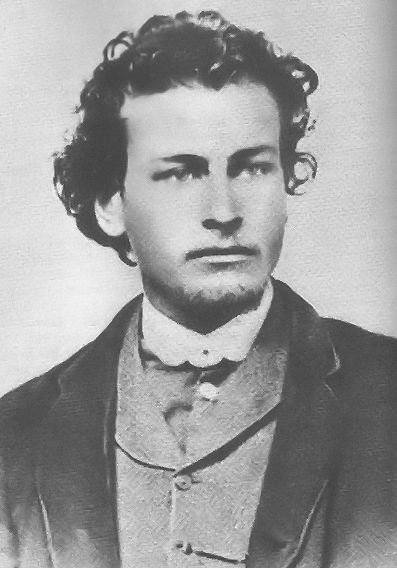
Дик Брюэр, ок. 1875
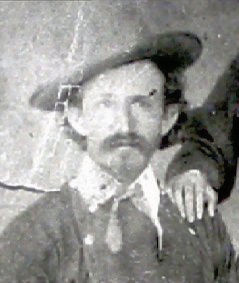
Чарли Боудри, ок. 1880
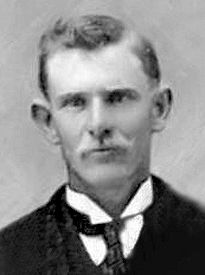
Док Скарлок, 1877
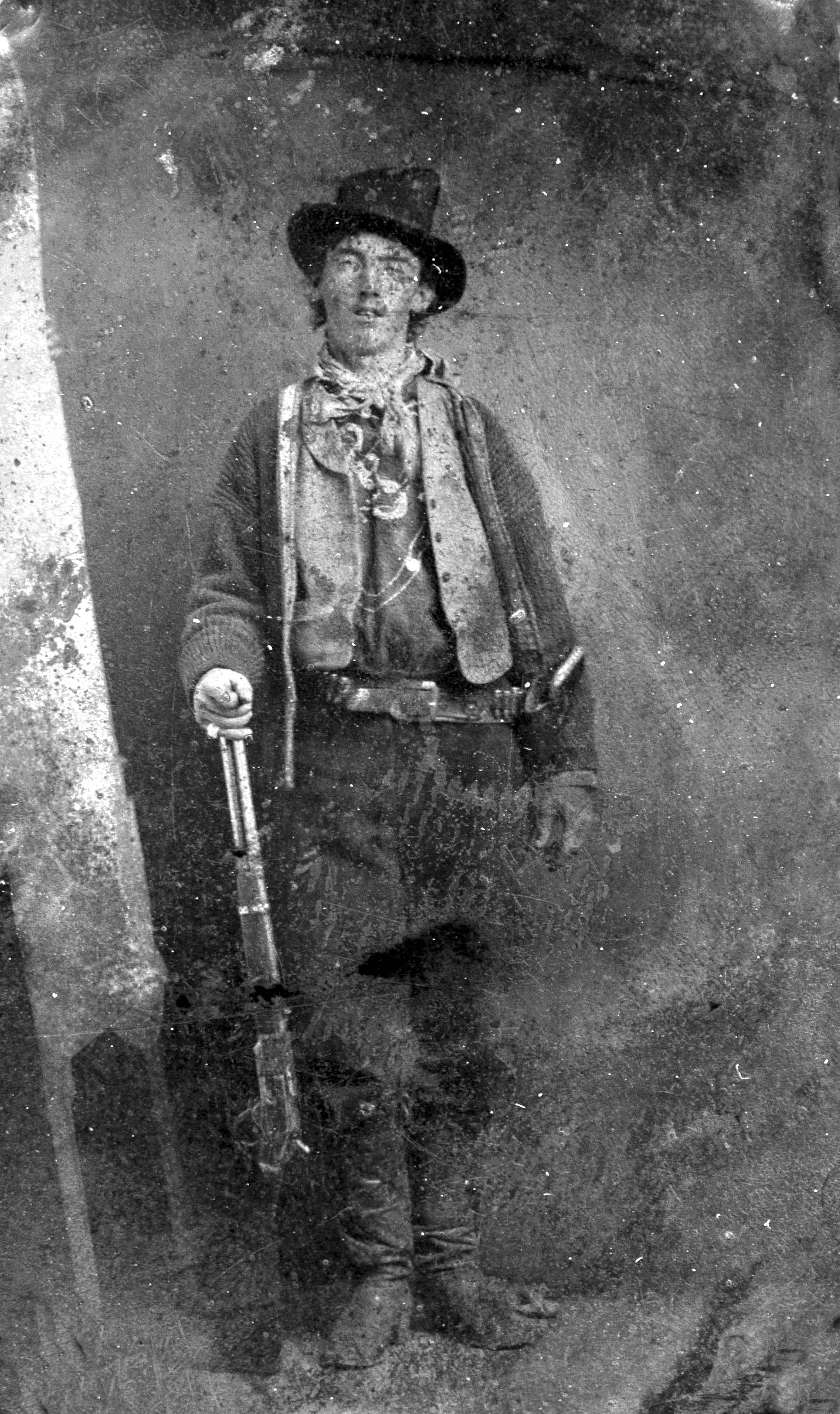
Билли Кид, ок. 1880
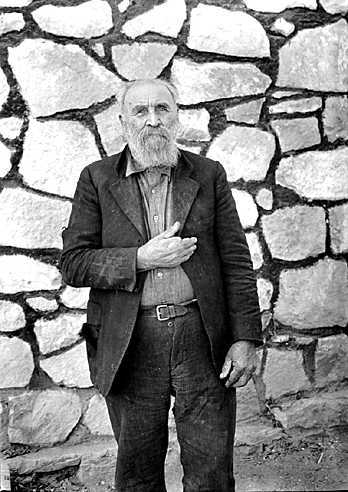
Джордж Коу, 1934
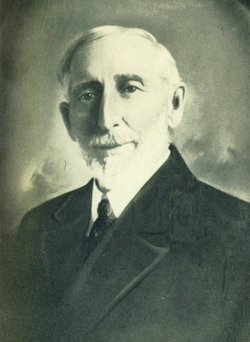
Фрэнк Коу, 1930
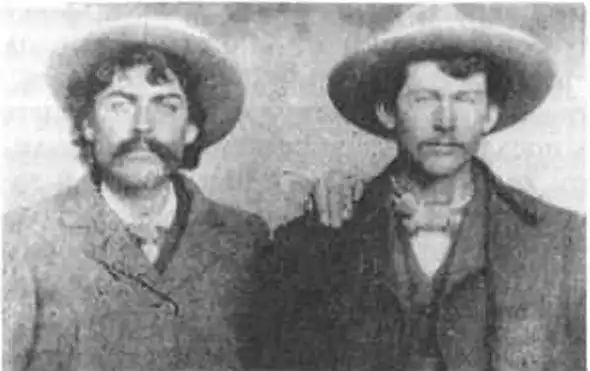
Фрэд Уэйт и Генри Ньютон Браун, ок. 1878